# تور هالفورسن
تور هالفورسن (بالنرويجية البوكمول: Tor Halvorsen)‏ هو نقابي وسياسي نرويجي، ولد في 24 نوفمبر 1930 بشين في النرويج، وتوفي في 4 نوفمبر 1987. حزبياً، نشط في حزب العمال. وقد انتخب Minister of Climate and the Environment (Norway) ‏ (16 أكتوبر 1973 – 6 سبتمبر 1974) وانتخب Minister of Social Affairs ‏ (6 سبتمبر 1974 – 15 يناير 1976) وانتخب نائب عضو برلمان النرويج ‏.

## روابط خارجية
- تور هالفورسن على موقع IMDb (الإنجليزية)